# 三葉囊鰓鰻
三葉囊鰓鰻為輻鰭魚綱囊鰓鰻目囊鰓鰻科的一個種，分布於中東大西洋的亞速群島西南部海域，屬深海魚類，棲息深度1205-1305公尺，體長可達107公分，屬肉食性。

## 擴展閱讀
維基物種上的相關：三葉囊鰓鰻